# Luís Antônio Corrêa da Costa
Luís Antônio Corrêa da Costa (vzdevek Müller), brazilski nogometaš in trener, * 31. januar 1966.
Za brazilsko reprezentanco je odigral 56 uradnih tekem in dosegel dvanajst golov.